# هالبروک (آریزونا)
هالبروک (به انگلیسی: Holbrook) شهری در ناواهو ایالت آریزونا است که در سرشماری سال ۲۰۱۰ میلادی، ۵٬۰۵۳ نفر جمعیت داشته است. هالبروک، به‌طور رسمی در تاریخ ۱۹۱۷ میلادی به‌عنوان یک شهر شناخته شد.